# Schlammvulkan Sidoarjo

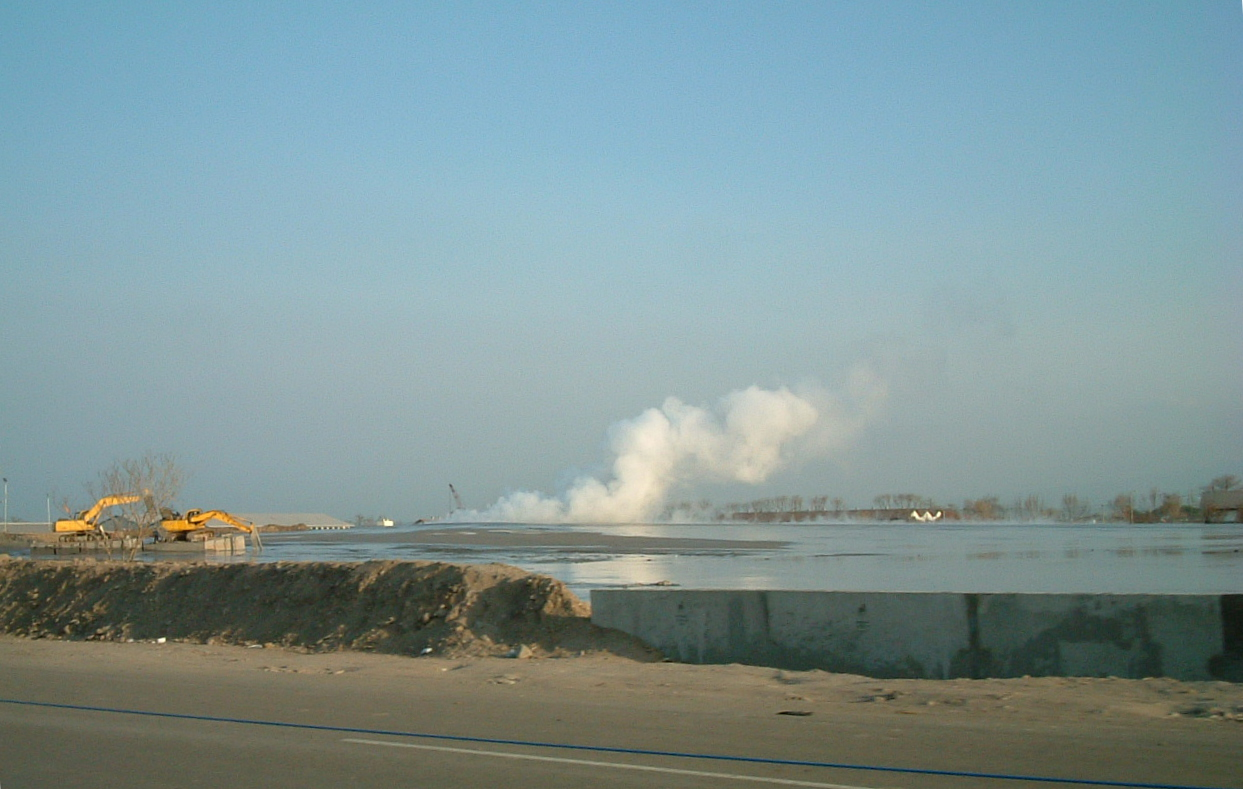
Der Schlammvulkan am 21. Juli 2006

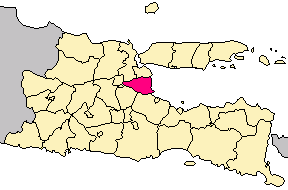
Lage des Bezirkes Sidoarjo auf Java

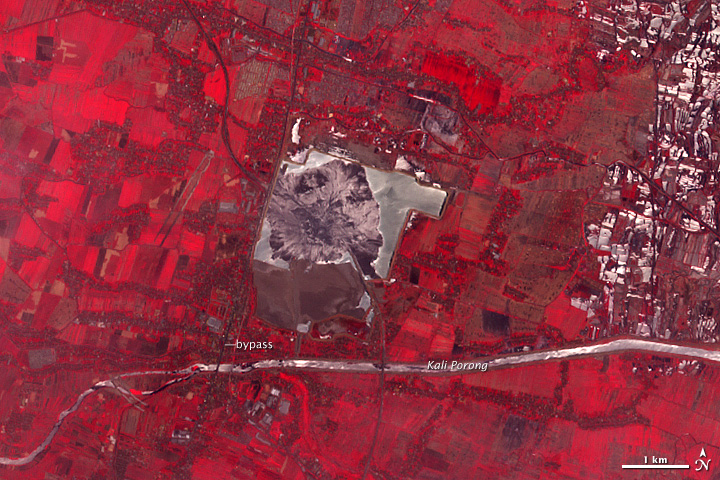
Satellitenbild in Falschfarben vom 20. Oktober 2009

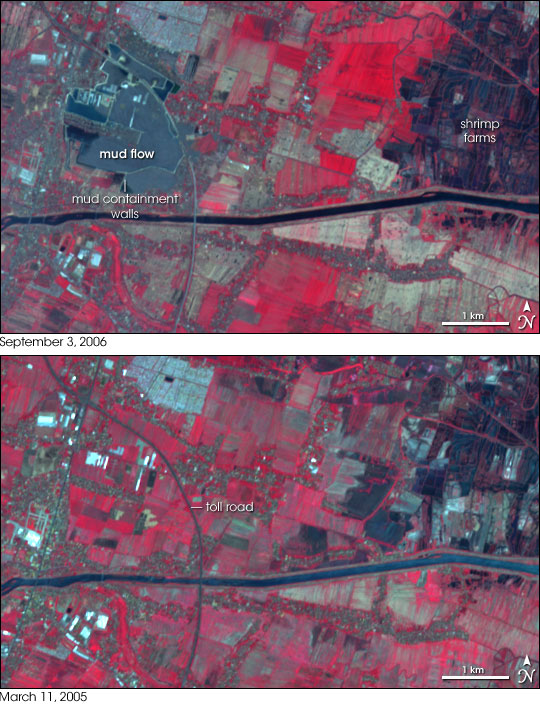
Satellitenbilder in Falschfarben vom 3. Sept. 2006 (oben) und vom 11. März 2005 (unten) vor dem Ausbruch

Der Schlammvulkan Sidoarjo (malaiisch Lumpur Sidoarjo, abgekürzt Lusi) befindet sich auf der indonesischen Insel Java, etwa zwanzig Kilometer südlich von Surabaya. Er ist seit Mai 2006 durchgehend aktiv.

## Ausbruch
Am 29. Mai 2006 kam es in Ostjava, im Distrikt (kecamatan) der Stadt Sidoarjo, zu einem vulkanischen Schlamm-Blow-out in der Nähe eines Erdölbohrloches. Der Schlamm, welcher bis zu 50 Meter in die Höhe schoss, erreichte Temperaturen von durchschnittlich 100 °C. Zudem wurden verschiedene Gase – unter anderen Methan und Schwefelwasserstoff – frei.
Die Eruption, die bis heute (2021) andauert, hat mittlerweile einen Krater von 60 Metern Durchmesser und einen Auswurfhügel von 15 Metern Höhe gebildet. Aufgrund von Messungen gehen Forscher davon aus, dass der Vulkan noch bis ins Jahr 2037 viel Schlamm spucken werde und sich nichts dagegen machen lasse.

## Theorien über die Entstehung
Es existieren zwei verschiedene Theorien zur Entstehung der Austrittsstellen.

### Ursache Erdbeben
Im Zentrum dieser Theorie steht ein Erdbeben der Stärke 6,3, das am 27. Mai 2006 kurz vor 6 Uhr Ortszeit die Gegend um Yogyakarta erschütterte. Dieses tektonische Ereignis soll eine vorbestehende Schwächezone der Gesteinsschichten aktiviert und die Spannungsverhältnisse im Erdinnern verändert haben. Dadurch soll ein unter Druck stehendes Ton-Wasser-Gasgemisch entstanden sein, was sich den Weg nach oben bahnte.

### Zusammenhang mit einer Bohrung
Diese Theorie geht davon aus, dass bei einer Erdölbohrung ein Fehler unterlaufen ist. Die indonesische Erdölfirma Lapindo Brantas bohrte unter der Leitung des Planungsingenieures Bambang Istadi am 8. März 2006 in der Nähe von Sidoarjo in einer Kohlenwasserstoff-Exploration eine neue Ölquelle an. Diese wurde auf den Namen Banjar Panji 1 (kurz BPJ-1) getauft. Auf Grund neuer Berechnungen war man davon ausgegangen, in 2591 Metern Tiefe auf eine Kalksteinschicht zu stoßen.
Dies war jedoch nicht der Fall. In 2834 Metern Tiefe schließlich kam es am 28. Mai zu einem „Kick“, einem unkontrollierten Einbruch einer unbekannten Flüssigkeit in das Bohrloch. Die Spülung ging verloren. Dies ist normalerweise nur bei starken Druckunterschieden der Fall. Eine Fortsetzung der Bohrung war nicht mehr möglich, sodass der Befehl zum Herausziehen des Bohrmeißels gegeben wurde. Er blieb jedoch in 1293 Metern Tiefe stecken. In 643 Metern Tiefe wurde das Bohrloch anschließend versiegelt.
Mitte Juni stellte die Polizei erste Untersuchungen an. Es wurden 27 Zeugen befragt, darunter auch sechs Angehörige des Managements von PT Lapindo, unabhängige Umweltexperten und Geologen. Imam Agustino von Lapindo sagte, dass der Schlamm nicht direkt aus dem Bohrloch austritt, sondern an anderen Stellen 150 bis 500 Meter davon entfernt. Neben dem Hauptkrater gibt es etwa 180 Öffnungen, aus denen Schlamm austritt.
Beide Theorien sind Gegenstand intensiver Forschung. Mark Tingay von der Universität Adelaide hat im Jahr 2015 mit einem internationalen Geologenteam relevante Daten – beispielsweise Gasausstoß vor und nach dem Erdbeben – analysiert und fand keinen Hinweis auf eine Verbindung zwischen dem Beben und dem Blow-out. Somit müsse die Bohrung die Ursache sein.

## Folgen

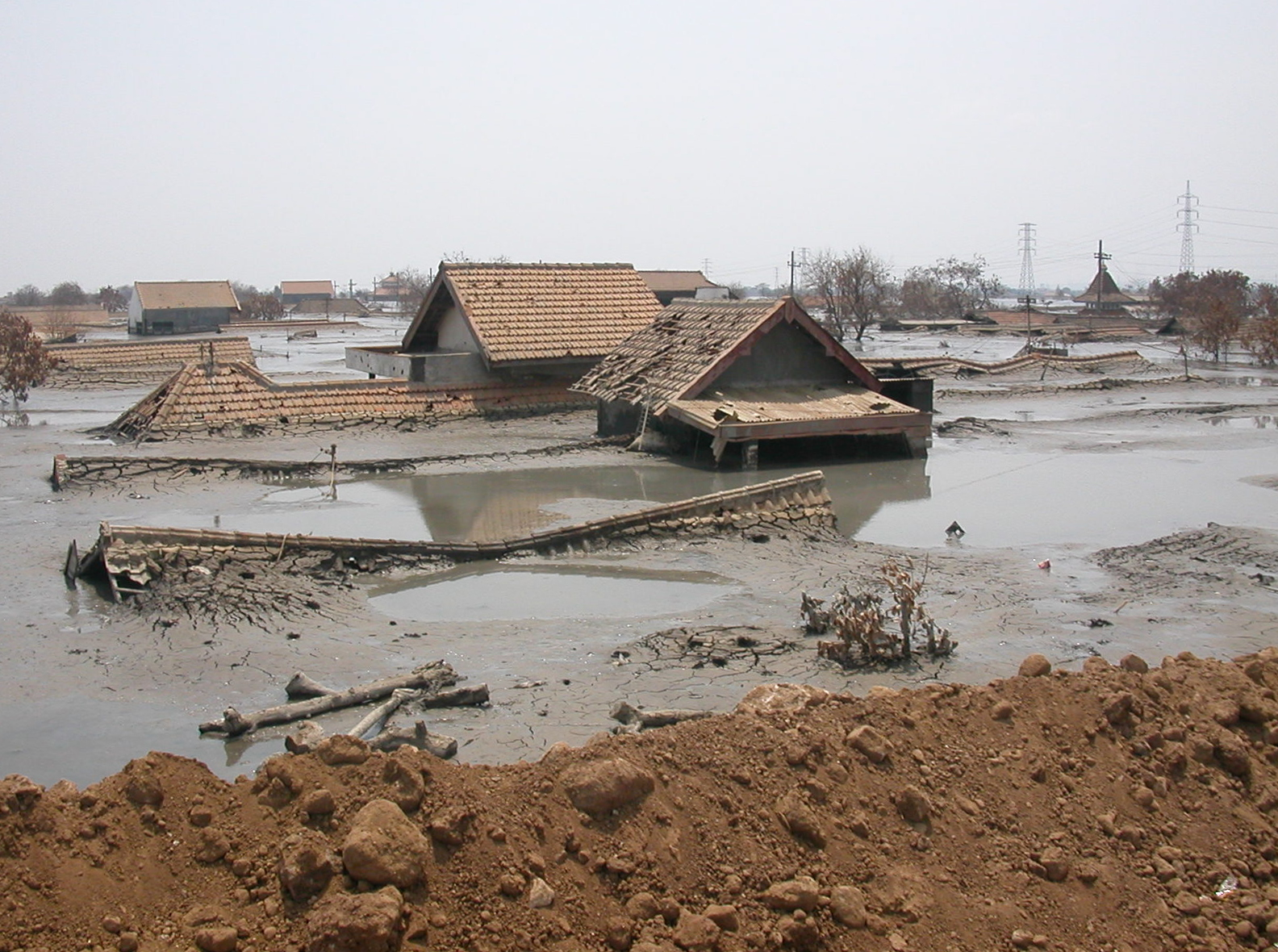
In den Schlammfluten untergegangene Häuser in der Nähe von Sidoarjo

Die Schlammausbrüche haben weitreichende Folgen für die Bevölkerung. Bis Dezember 2006 mussten über 13.000 Menschen aus der Region evakuiert werden. Der Schlamm überflutete auf einer Fläche von sieben Quadratkilometern (Stand Juni 2008) Straßen und Felder und schloss ganze Dörfer ein, mittlerweile sind über 30.000 Menschen in zwölf Dörfern obdachlos geworden. In den Ortschaften Jatirejo, Kedungcangkring, Renokenongo, Siring und Besuki gingen über 5.000 Häuser verloren. 25 Leder- und Textilfabriken, die größten Arbeitgeber der Region, sind versunken. Die Gegend um Sidoarjo ist seit Monaten vom Strom- und Versorgungsnetz abgeschnitten und ein Gebiet von zehn Quadratkilometern ist auf Jahre hin nicht mehr nutzbar. Todesopfer sind noch nicht zu beklagen, da die Anwohner in der Regel genug Zeit hatten, vor dem Schlamm zu fliehen. Allerdings starben im Jahr 2006 13 Menschen, als eine halb im Schlamm versunkene Gasleitung unter dem Druck explodierte.
In Malang und Batu bleiben seit der Unterbrechung der Verbindungsstraßen von Surabaya in den Süden viele Wochenendbesucher aus, besonders der hoch gelegene Ort Batu westlich von Malang war bisher bei der Bevölkerung Surabayas wegen seiner Kühle beliebt. Am 4. April 2007 wurde die Bahnstrecke von Surabaya in den äußeren Osten Javas zwischen Sidoarjo und Bangil wegen Unterspülung durch den Schlamm geschlossen. Hierdurch wird praktisch der ganze äußere Osten Javas vom restlichen Schienennetz auf Java abgeschnitten, da der 240 Kilometer lange Umweg für die Züge über Kediri, Blitar und Malang zu lang ist. Somit ist auch der Fährhafen Banyuwangi, über den man nach Bali übersetzen kann, nicht mehr durchgehend per Bahn erreichbar.
Zudem sackt seit dem Beginn des Ausbruchs der Untergrund ab. Im Zeitraum vom 15. September bis zur Jahreswende 2006/2007 gab das Gelände um mehr als einen Meter nach. Außerdem schob sich der Boden um 55 Zentimeter auf den Krater zu.
Die Betroffenen erhalten von der indonesischen Regierung umgerechnet 26 Euro Hilfsgeld im Monat.

### Ausstoßmengen
Die nachfolgende Tabelle listet die Auswurfmengen an Schlamm auf, die bekannt sind.
| Monat          | Durchschnittlicher Ausstoß pro Tag in m³     |
| -------------- | -------------------------------------------- |
| Juni 2006      | 50.000                                       |
| September 2006 | 126.000                                      |
| Dezember 2006  | 176.000                                      |
| Februar 2007   | 5.000–150.000 (New Scientist); 200.000 (GEO) |
| Mai 2007       | 100.000                                      |
| August 2011    | 10.000                                       |
| Juni 2015      | 10.000                                       |

## Gegenmaßnahmen
Mit der Anordnung Nr. 13/2006 von Präsident Yudhoyono wurde ein Krisenstab (Lapindo Mud National Task Team) eingerichtet, der den unkontrollierten Ausstoß des Schlammes stoppen sollte.
In der ganzen Region um Sidoarjo wurden Wälle und Dämme errichtet. Dafür haben 600 Lastwagen insgesamt über 2.000.000 Kubikmeter Erde antransportiert. Doch die Barrieren bieten keinen Schutz. Sie werden von den langsam, aber stetig steigenden Schlammmassen überflutet oder unterhöhlt und brechen. Um den Krater wurde in weitem Umkreis ein Damm errichtet. Im dadurch abgegrenzten Bereich steht der Schlamm mittlerweile 14 Meter hoch.
Die amerikanische Firma Boots & Coots, welche sich auf die Behebung von Problemen mit Ölbohrungen spezialisiert hat, hat unter der Leitung von Jim LaGrone eine mögliche Lösung erarbeitet. Gemeinsam mit dem australischen Unternehmen Century und dessen Projektleiter Dick Butler war eine Rettungsbohrung unweit der stillgelegten BPJ-1 gestartet worden. Diese sollte in 1500 Metern Tiefe auf den alten Schacht treffen. Anschließend war geplant, bis zu 15.000 Barrel der chemischen Substanz „Micromax“ in das aufsteigende Wasser zu pumpen. „Micromax“, das vorwiegend aus Mangan besteht, hat eine sehr viel höhere Dichte als Wasser, nämlich 2,88 Gramm pro Kubikzentimeter. Durch das Einleiten der Substanz sollte der Wasseraufstieg verlangsamt und nach zwei Stunden ganz gestoppt werden. Die Rettungsbohrung war jedoch im Januar 2007 nach zwei Monaten Bohrzeit erst 853 Meter tief, da große Frakturen in den Gesteinsschichten aufgetreten waren. Daraufhin wurden LaGrone und sein Team abgezogen und die Arbeiten eingestellt.
Eine weitere Möglichkeit, die von den Behörden in Erwägung gezogen wird, ist die Ableitung des Schlamms in den Fluss Porong. Im Report einer UN-Beobachtergruppe ist aber bereits im Juli 2006 vor solch einer Lösung gewarnt worden, da der Schlamm das Leben in den ufernahen Meeresbereichen abtöten und so die Existenzgrundlage der örtlichen Fischer vernichten könne. Zudem ist der Schlamm viel zu zäh für eine Umleitung. Es soll jetzt versucht werden, ihn zu verflüssigen. Aktuell (2013) wird der Schlamm seit einiger Zeit kurz vor der Mündung des Porongs in das Meer geleitet. Mittlerweile zeigen sich deutlich die Folgen, vor denen gewarnt wurde: Die Bakterien, die den nährstoffreichen Schlamm zersetzen, verbrauchen fast den gesamten Sauerstoff der unmittelbaren Umgebung und rauben anderen Organismen damit ihre Lebensgrundlage.
Im April 2007 wurde auch der Versuch aufgegeben, das Loch mit Betonkugeln zu füllen. Japanische Wissenschaftler haben daraufhin vorgeschlagen, eine 40 Meter hohe doppelwandige Mauer um den Krater zu bauen, in der Hoffnung, dass der Druck des Gewichts der darin entstehenden Schlammsäule den Ausbruch versiegen lässt. Das Projekt würde insgesamt rund 50 Millionen Euro kosten. Bislang hat sich noch niemand zur Finanzierung bereiterklärt.
2013 verdichteten sich Hinweise, dass der Druck des Schlammvulkans nachlässt und Fachleute kamen zu der Ansicht, dass in einigen
Jahren mit dem Ende des zerstörerischen Schlammflusses gerechnet werden darf.

### Allgemeine Quellen
- GEO; Ausgabe 02/2007; Schlammvulkan in Indonesien[9]
- New Scientist; Ausgabe 3. Februar 2007
- Weser-Kurier-Ausgabe vom 29. Mai 2007
- Süddeutsche Zeitung vom 5. August 2008: Der unendliche Matsch
- Tagesthemen vom 20. April 2009: Ein Schlammvulkan bedroht den Osten Javas (Memento vom 23. April 2009 im Internet Archive)